# Golfe d'Oman
Ne doit pas être confondu avec Mer d'Oman.
Le golfe d'Oman (en arabe خليج عمان / Khalyj 'Oman ; en persan خليج مکران / khalij-e makran) est un golfe bordier de l'océan Indien qui relie le golfe Persique à la  mer d'Arabie. Sur la côte nord se trouve l'Iran, sur la côte sud-ouest le sultanat d'Oman et les Émirats arabes unis à l'ouest.
Les principaux ports sont Sohar, Mascate et Sour du côté omanais, Jāsk et Tchabahar du côté iranien. Il est relié au golfe Persique par le détroit d'Ormuz où près de 17 millions de barils de pétrole y transitent chaque jour, soit 2 400 pétroliers par an. Le golfe est donc une voie de passage importante pour le transit des hydrocarbures des pays producteurs de pétrole du golfe Persique vers les marchés étrangers.

## Limites
L'Organisation hydrographique internationale détermine les limites du golfe d'Oman de la façon suivante :
- au nord-ouest, une ligne allant de Ra’s Līmā’ (25° 56′ 43″ N, 56° 27′ 28″ E) sur la côte omanaise de la péninsule de Musandam, au Damāgheh-ye Kūh  (Ras Al Kuh) (25° 47′ 50″ N, 57° 17′ 52″ E) sur la côte iranienne.
- au sud-est, une ligne joignant le Ra’s al Hadd (22° 32′ 20″ N, 59° 47′ 17″ E), la pointe orientale de la péninsule arabique et le Rās Jīwani (25° 00′ 54″ N, 61° 46′ 43″ E) sur la côte du Pakistan.

Au-delà s'étend la mer d'Arabie qui s'ouvre sur l'océan Indien. Celle-ci permet, entre autres, de faire la jonction entre le golfe Persique et la mer Rouge.

## Incident du golfe d'Oman (mai 2019)
L'incident du golfe d'Oman survenu le 12 mai 2019 au large du port de Fujaïrah (Émirats arabes unis) correspond au sabotage de quatre navires (dont des pétroliers) naviguant dans le golfe d'Oman. L'Arabie séoudite a rapporté que deux de ses pétroliers avaient subi d'importants dommages. Un autre navire était enregistré en Norvège alors qu'un quatrième était apparemment sous pavillon des Émirats arabes unis.